# Заречье (Белыничский район)
Заре́чье (бел. Зарэчча) — деревня в составе Запольского сельсовета Белыничского района Могилёвской области.

## Географическое положение
Деревня располагается рядом с истоком реки Малыш — притока Друти. Ближайшие населённые пункты: Иглица, Подкряжник.